# 车玉明
车玉明（1968年8月—），男，安徽巢湖人，中共党员，高级记者，现任新华网总编辑。

## 生平
1990年毕业于安徽师范大学英语系英语教育专业。同年进入新华社工作，历任新华社对外部编辑、记者，新华社澳门分社记者，新华社对外部记者、改稿室副主任。2005年8月至2006年8月，挂职浙江省嘉兴市平湖市委副书记、嘉兴市委宣传部副部长。2006年8月至2014年8月，历任新华社对外部发稿中心副主任，国内部中央新闻采访中心经济采访室副主任、主任，其间在国务院研究室借调工作1年。
2014年8月至2021年9月，历任新华社国内部总编室副主任，国内部新媒体中心执行主任，国内部总编室主任。2021年9月，任新华社国内部部务会成员、副主任兼总编室主任。2024年4月，任新华网党委常委、总编辑。